# Tim Berne
Pour les articles homonymes, voir Berne (homonymie).
Tim Berne, né en 1954, est un saxophoniste et compositeur de jazz américain. 

## Formations
- Bloodcount (Michael Formanek, Chris Speed, Jim Black, Marc Ducret)
- Caos Totale (Mark Dresser, Steve Swell, Bobby Previte, Herb Robertson, Marc Ducret, Django Bates)
- Big Satan (Tom Rainey, Marc Ducret)
- Hard Cell (Tom Rainey, Craig Taborn)
- Science Friction (group) (Tom Rainey, Craig Taborn, Marc Ducret)
- Paraphrase (group) (Tom Rainey, Drew Gress)
- Miniature (group) (Joey Baron, Hank Roberts)

## Discographie non exhaustive
- 1979  The Five Year Plan
- 1980  7X
- 1981  Spectres
- 1981  Songs and Rituals in Real Time[1],[2],[3],[4],[5]
- 1983  Ancestors
- 1983  Mutant Variations
- 1983  My First Tour - Live in Brussels[6]
- 1983  Theoretically
- 1986  Fulton Street Maul[7]
- 1988  Sanctified Dreams[8]
- 1989  Tim Berne's Fractured Fairy Tales[9]
- 1990  Pace Yourself
- 1992  Diminutive Mysteries[10]
- 1993  Nice View
- 1994  Lowlife - The Paris Concert One
- 1994  Poisoned Minds - The Paris Concert Two
- 1996  Memory Select - The Paris Concert Three
- 1997  Unwound
- 1997  Discretion
- 1997  Saturation Point
- 1997  I Think They Liked It Honey
- 1998  Please Advise
- 1998  Visitation Rites
- 1998  Ornery People
- 1998  Cause & Reflect
- 2001  The Shell Game
- 2001  Open, Coma[11]
- 2002  The Sevens[12]
- 2002  Science Friction
- 2003  The Sublime And
- 2004  Souls.Savedhear
- 2004  Acoustic and Electric Hard Cell Live
- 2005  Feign
- 2005  Pre-Emptive Denial
- 2006  Livein Cognito

- 2007  Seconds (Album de Tim berne) (en) (Screwgun) with Bloodcount
- 2008  Duck (Screwgun) comme Buffalo Collision avec Ethan Iverson, Hank Roberts et David King (batteur) (en)
- 2011  Insomnia[13] (Clean Feed Records)
- 2011  Old and Unwise (Clean Feed Records) avec Bruno Chevillon
- 2011  The Veil (Album) (en) (Cryptogramophone Records) comme BB&C avec Jim Black & Nels Cline
- 2011  Intollerant (Auand) avec Mr. Rencore
- 2012  Snakeoil (Album) (en) (ECM)
- 2013  Shadow Man (Album de Tim Berne) (en) (ECM) avec Snakeoil
- 2015  You've Been Watching Me) (en) (ECM) avec Snakeoil
- 2015  Spare (Screwgun) avec Snakeoil
- 2017  Incidentals (album) (en) (ECM) avec Snakeoil
- 2018  Angel Dusk (Screwgun) avec Matt Mitchell
- 2020  The Fantastic Mrs. 10[14] avec Snakeoil (Intakt Records (en))
- 2020  The Coanda Effect[15] avec Nasheet Waits (en)
- 2020  1 avec Matt Mitchell
- 2020  Adobe Probe avec Tim Berne 7
- 2020  Sacred Vowels[16] solo
- 2020  The Deceptive Four[17] avec Snakeoil chez Intakt Records (en)
- 2022 : Mars[18] chez Intakt Records (en)
- 2022 : One More, Please[19] chez Intakt Records (en)
- 2023 : Oceans And[20] chez Intakt Records (en)
- 2024 : Candid[21] chez Intakt Records (en)